# Качество программного обеспечения
Ка́чество програ́ммного обеспечения — способность программного продукта при заданных условиях удовлетворять установленным или предполагаемым потребностям (ISO/IEC 25000:2014).
Другие определения из стандартов:
- весь объём признаков и характеристик программ, который относится к их способности удовлетворять установленным или предполагаемым потребностям (ГОСТ Р ИСО/МЭК 9126-93, ISO 8402:94)[2][3];
- степень, в которой система, компонент или процесс удовлетворяют потребностям или ожиданиям заказчика или пользователя (IEEE Std 610.12-1990)[4].

## Ранние подходы к определению
Том Демарко в 1999 году предлагал при оценке качества программного обеспечения учитывать, что «качество программного продукта является показателем того, насколько он меняет мир к лучшему».
Джеральд Вайнберг в своей работе 1992 года Quality Software Management: Volume 1, Systems Thinking давал определение качества как «значимого для какого-либо человека», подчеркивая тем самым, что понятие качества является по своей природе субъективным — разные люди будут оценивать качество одного и того же программного обеспечения по-разному. Одной из сильных сторон этого определения являются вопросы, на которые должны ответить команды разработчиков программного обеспечения, такие как «Кто те люди, которые будут оценивать наше программное обеспечение?» и «Что будет ценным для них?».

## Модели качества
Стандарт ISO/IEC 25010:2011 (ГОСТ Р ИСО/МЭК 25010-2015) определяет модель качества продукта, которая включает восемь характеристик верхнего уровня:
- функциональная пригодность;
- уровень производительности;
- совместимость;
- удобство использования (юзабилити);
- надёжность;
- защищённость;
- сопровождаемость;
- переносимость (мобильность).

В этом стандарте модель качества продукта (англ. software product quality model) рассматривается отдельно от субъективного качества в использовании, которое может сильно отличаться для различных стейкхолдеров. Модель качества в использовании (англ. quality in use model) включает следующие характеристики верхнего уровня:
- результативность;
- производительность;
- удовлетворённость;
- свобода от риска;
- покрытие контекста.

Роберт Гласс в известной книге «Факты и заблуждения профессионального программирования» утверждает, что большинство профессиональных разработчиков согласны с выделением семи показателей качества как основных:
- переносимость;
- надёжность;
- эффективность;
- удобство использования (юзабилити);
- тестируемость[англ.];
- понятность;
- модифицируемость.

Среди относительно новых моделей качества программного обеспечения можно упомянуть SQUALE и Quamoco, которые были применены в промышленных условиях, но пока не получили широкого распространения.